# Công tước xứ Suffolk
Công tước xứ Suffolk (tiếng Anh: Duke of Suffolk) là một tước hiệu quý tộc đã được tạo ra 3 lần trong Đẳng cấp quý tộc Anh.
Công tước được tạo ra lần đầu tiên được trao cho William de la Pole, người đã được nâng lên hàng bá tước và hầu tước trước đó, và là một nhân vật quyền lực dưới thời Vua Henry VI.
Tước hiệu được tạo ra lần thứ hai dành cho Charles Brandon, một cần thần yêu thích của Vua Henry VIII; hai người con trai của ông kế vị tước hiệu nhưng không còn người thừa kế tiếp theo và tuyệt tự ở đời công tước thứ 3.
Tước hiệu được tạo ra lần thứ ba dành cho Henry Grey, Hầu tước thứ 3 xứ Dorset, vào năm 1551. Công tước cũng giữ tước hiệu Nam tước Ferrers xứ Groby (1300). Những tước hiệu này đã bị thu hồi vào năm 1554, khi công tước tại vị bị khép vào trọng tội.